# Đường sắt Thượng Hải – Hàng Châu
Tuyến đường sắt Thượng Hải Hàng Châu còn được gọi là đường sắt Huhang (tiếng Trung giản thể: 沪杭铁路; tiếng Trung Quốc truyền thống: 滬杭鐵路; bính âm: hùháng tiělù), là tuyến đường sắt đôi ở phía đông Trung Quốc giữa Thượng Hải và Hàng Châu ở tỉnh Chiết Giang. Tên của nó trong tiếng Trung, Huhang Line, được đặt theo tên của hai thành phố cuối của đường sắt, Thượng Hải, có chữ viết tắt tiếng Trung là hu và Hàng Châu. Đường dây dài 200 km (124 mi) và được xây dựng từ năm 1906 đến 1909. Các thành phố dọc theo tuyến đường bao gồm Thượng Hải, Gia Hưng và Hàng Châu. Tuyến hiện là một phần của tuyến đường sắt Côn Minh - Thượng Hải.